# Ivy Kellerman Reed
Ivy Kellerman Reed (ur. 8 lipca 1877 w Oshkosh, zm. 7 lutego 1968 w La Jolla) – amerykańska esperantystka, tłumaczka i pisarka.

## Życiorys
Ukończyła studia na Uniwersytecie Cornella i doktorat na Uniwersitecie Chicagowskim. Dodatkowo studiowała na Uniwersytecie Humboldtów w Berlinie. Ukończyła również Washington College of Law (obecnie American University) i w 1935 roku została przyjęta do palestry. Wykładała na Uniwersytecie Stanu Iowa. Była żoną prawnika i esperantysty Edwina C. Reeda. Mieli syna Erika Kellermana Reeda, który został archeologiem.
Była esperantystką. Napisała Practical Grammar of the International Language opublikowaną po raz pierwszy w 1915 roku, która jest nadal wydawana. Przetłumaczyła również wiele książek na esperanto, w tym Kubusia Puchatka. Pełniła funkcję przewodniczącej Stowarzyszenia Esperanto w Ameryce Północnej. W 1911 roku została redaktorem gazety Amerika Esperantisto.

## Publikacje (wybór)
- 1968: Esperanto: A Complete Grammar[4]
- 1957: Esperanto and interlingua compared[5]
- 1915: Practical Grammar of the International Language[6]
- 1910: A Complete Grammar of Esperanto: The International Language[7]

### Tłumaczenia
- 1972: A.A. Milne Winnie-la-Pu[8]
- 1910: Wiliam Shakespeare Kiel plaĉas al vi: komedio en kvin aktoj[9]
- 1910: John Ruskin La Re ^ go de la Ora Rivero aǔ la nigraj fratoj[10]